# Balún Canán (película)
Balún Canán es una película mexicana basada en la novela homónima de Rosario Castellanos, la adaptación y dirección fue realizada por Benito Alazraki. Fue protagonizada por Saby Kamalich, Tito Junco y Pilar Pellicer. Fue exhibida por primera ocasión en 1977.

## Argumento
La trama se desarrolla hacia final de la década de 1930, durante el período presidencial de Lázaro Cárdenas, cuando fueron promulgadas nuevas leyes de educación que obligaban a los hacendados a impartir educación primaria a sus trabajadores. Los Argüello son dueños de la hacienda Chactajal en Comitán, población conocida antiguamente, en idioma maya, como Balún Canán. El matrimonio tiene dos hijos, una niña de siete años cuyo nombre nunca se menciona y un niño más pequeño de nombre Mario. 
César Argüello, jefe de la familia de mentalidad caciquil, para dar cumplimiento a las leyes promulgadas envía a su sobrino Ernesto para que se encargue de educar a los hijos de los indígenas. Sin embargo Ernesto desconoce el oficio y no habla idioma tzeltal, lo cual hace imposible la comunicación con los niños que no hablan castellano. Frustrado ante la situación, Ernesto maltrata a los niños y sus padres deciden vengarse. Tras ocurrir brotes de violencia y un incendio, Ernesto es asesinado. César, en compañía de otro hacendado, viaja a la capital del Estado para entrevistarse con el gobernador. Mientras tanto su esposa se queda con sus hijos en la hacienda. Mario, el pequeño heredero del poder económico y social de su padre, enferma de apendicitis y muere. Su muerte es atribuida a las maldiciones de los brujos de Chactajal.

## Crítica
El crítico de cine Miguel Barbachano Ponce comentó en el periódico Excélsior que la película no había estado a la altura de la novela de Rosario Castellanos, pues el director se había preocupado más en tratar de obtener un éxito para la protagonista Saby Kamalich que por el tema central que debía exponer más los enfrentamientos entre terratenientes e indígenas.

## Datos técnicos
La fotografía estuvo a cargo de Gabriel Figueroa, fue musicalizada por Gustavo César Carrión. Héctor López fue el productor designado por la Corporación Nacional Cinematográfica de Trabajadores y Estado (Conacine). La duración de la película es de 117 minutos, fue editada por Carlos Savage. Víctor Rojo y Heinrich Henkel fueron los responsables del sonido.

## Reparto
El reparto de la película estuvo conformado por Saby Kamalich, Tito Junco, Pilar Pellicer, Fernando Balzaretti, Cecilia Camacho, José Chávez, Anita Blanch, Rosaura Revueltas, Ada Carrasco, Josefina Echánove, Victorio Blanco, Aztlán Camacho, Elsa Benn, Pedro Aguilar, Jorge Zamora, José Chávez Trowe, Liza Willert, Sergio Zuani, Antonio Bravo, Héctor Gómez y Ricardo Adalid.